# Carl Juel-Brockdorff (1780-1859)
 Der er flere personer med dette navn, se Carl Juel-Brockdorff.
Carl lensbaron Juel-Brockdorff (født 7. november 1780 på Valdemars Slot, død 15. marts 1859 sammesteds) var en dansk lensbesidder og officer, bror til Adolph Juel og Niels Juel og far til Frits og Christian Juel-Brockdorff.
Han var søn af generalløjtnant Frederik Juel og Magdalene Lucie Charlotte von Rumohr, blev 1796 kornet à la suite ved Den kongelige Livgarde til Hest, studerede 1798 ved universitetet i Kiel, blev 1800 sekondløjtnant, var 1802-05 udenlands, blev 1803 premierløjtnant af kavaleriet, 1808 næstkommanderende ved Fyenske ridende Jægerkorps i kantonnement på Hverringe, blev 1809 ritmester og chef for det Langelandske ridende Jægerkorps på Tranekær. Han blev 1814 sat à la suite og fik 1816 afsked fra Hæren.
Carl Juel ægtede 22. august 1811 i Sankt Knuds Kirke Sophie Frederikke lensbaronesse Stieglitz-Brockdorff (født 1. april 1790 på Scheelenborg, død 25. april 1874), som var arving til Baroniet Scheelenborg. Hun var datter af hessen-kasselsk forstjunker Wilhelm Theophilius baron Stieglitz-Brockdorff og Charlotte Amalie lensbaronesse Brockdorff til Baroniet Scheelenborg. Juel blev den 25. februar 1812 ophøjet i friherrelig stand med navnet Juel-Brockdorff og ændret våben, da han overtog baroniet. I 1827 arvede han desuden Stamhuset Thorseng og købte i 1839 Hindemae. I 1843 lod han Scheelenborgs nuværende hovedbygning opføre. Han blev 1801 kammerjunker, 1841 kammerherre og 1847 patron for Roskilde adelige Jomfrukloster. Han fortsatte i mindre målestok den lokale musiktradition, som faderen havde grundlagt.
Han er begravet på Bregninge Kirkegård.